# 吉仲正和
吉仲正和（よしなか まさかず、1944年11月18日 - 1992年8月)は、日本の科学史学者。

## 略歴
奈良県北葛城郡河合町出身。1968年東京大学教養学部科学史科学哲学卒、1972年同大学院理学研究科科学史修士課程修了。1972年広島大学総合科学部講師、1978年助教授、1979年東北大学理学部助教授。47歳で死去。

## 著書
- 『力学的世界の創造 ガリレイ・デカルト・ニュートン』1979 中公新書
- 『ニュートン力学の誕生 現代科学の原点をさぐる』サイエンス社(ライブラリ科学史）1982
- 『科学者の発想 ガリレイ・ニュートン・寺田寅彦・橋田邦彦』玉川大学出版部 1984
- 『力学はいかにして創られたか コペルニクスからニュートンへ』玉川大学出版部 1988

### 翻訳
- P.M.ラッタンシ『ニュートンと重力』玉川大学出版部 (原図で見る科学の天才) 1991

## 論文
- <吉仲正和